# SPARC64 V
El SPARC64 V (Zeus) és un microprocessador SPARC V9 dissenyat per Fujitsu. El SPARC64 V va ser la base d'una sèrie de processadors successius dissenyats per a servidors, i més tard, superordinadors.
Les sèries de servidors són els SPARC64 V+, VI, VI+, VII, VII+, X, X+ i XII. El SPARC64 VI i els seus successors fins al VII+ es van utilitzar als servidors Fujitsu i Sun (més tard Oracle) SPARC Enterprise M-Series. A més dels servidors, també es va utilitzar una versió del SPARC64 VII al superordinador Fujitsu FX1 disponible comercialment. A l'octubre de 2017, el SPARC64 XII és l'últim processador de servidor i s'utilitza als servidors Fujitsu i Oracle M12.
La sèrie de superordinadors es basava en el SPARC64 VII, i són els SPARC64 VIIfx, IXfx i XIfx. El SPARC64 VIIIfx es va utilitzar a l'ordinador K, i el SPARC64 IXfx al PRIMEHPC FX10 disponible comercialment. Des de juliol de 2016, el SPARC64 XIfx és l'últim processador de superordinadors i s'utilitza al superordinador Fujitsu PRIMEHPC FX100.

## Història
A finals de la dècada de 1990, HAL Computer Systems, una subsidiària de Fujitsu, estava dissenyant un successor del SPARC64 GP com el SPARC64 V. Anunciat per primera vegada al Microprocessor Forum 1999, el HAL SPARC64 V hauria funcionat 1 GHz i tenia una àmplia organització superescalar amb superespeculació, una memòria cau de traça d'instruccions L1 petit però molt ràpid de 8 KB. Memòria cau de dades L1 i memòria cau L2 separada per a instruccions i dades. Va ser dissenyat amb el procés CS85 de Fujitsu, un procés CMOS de 0,17 μm amb sis nivells d'interconnexió de coure; i hauria consistit en 65 milions de transistors en una matriu de 380 mm2. Originalment programat per a un llançament de finals de 2001 als servidors Fujitsu GranPower, es va cancel·lar a mitjans de 2001 quan Fujitsu va tancar HAL i va ser substituït per un disseny de Fujitsu.
Els primers Fujitsu SPARC64 V es van fabricar el desembre de 2001. Van operar de l'1.1 a l'1.35 GHz. El full de ruta SPARC64 de Fujitsu de 2003 va mostrar que la companyia planejava una versió ed 1,62 GHz per al seu llançament a finals de 2003 o principis de 2004, però es va cancel·lar a favor del SPARC64 V+. El SPARC64 V va ser utilitzat per Fujitsu als seus servidors PRIMEPOWER.
El SPARC64 V es va presentar per primera vegada al Microprocessor Forum 2002. En la seva introducció, tenia la freqüència de rellotge més alta dels processadors de servidor SPARC i de 64 bits en producció; i la qualificació SPEC més alta de qualsevol processador SPARC.

## Descripció
El SPARC64 V és un microprocessador superescalar de quatre números amb una execució fora d'ordre. Es basava en el microprocessador central Fujitsu GS8900.

### Canonades
El SPARC64 V obté fins a vuit instruccions de la memòria cau d'instruccions durant la primera etapa i les col·loca en un buffer d'instruccions de 48 entrades. En la següent etapa, es prenen quatre instruccions d'aquest buffer, es descodifiquen i s'envien a les estacions de reserva adequades. El SPARC64 V té sis estacions de reserva, dues que donen servei a les unitats senceres, una per als generadors d'adreces, dues per a les unitats de coma flotant i una per a instruccions de branca. Cada nombre sencer, generador d'adreces i unitat de coma flotant té una estació de reserva de vuit entrades. Cada estació de reserva pot enviar una instrucció a la seva unitat d'execució. La instrucció que s'envia depèn primer de la disponibilitat de l'operand i després de la seva edat. Les instruccions més antigues tenen més prioritat que les noves. Les estacions de reserva poden enviar instruccions de manera especulativa (enviament especulatiu). És a dir, les instruccions es poden enviar a les unitats d'execució fins i tot quan els seus operands encara no estiguin disponibles, però ho seran quan comenci l'execució. Durant la sisena etapa, s'envien fins a sis instruccions.

### Memòria cau
El SPARC64 V té una jerarquia de memòria cau de dos nivells. El primer nivell consta de dues memòria cau, una memòria cau d'instruccions i una memòria cau de dades. El segon nivell consisteix en una memòria cau unificada a la matriu.
Les memòria cau de nivell 1 (L1) tenen una capacitat de 128 cadascuna KB. Tots dos són associats de dues vies i tenen una mida de línia de 64 bytes. Estan virtualment indexats i etiquetats físicament. S'accedeix a la memòria cau d'instruccions mitjançant un bus de 256 bits. S'accedeix a la memòria cau de dades amb dos busos de 128 bits. La memòria cau de dades consta de vuit bancs separats per límits de 32 bits. Utilitza una política de reescriptura. La memòria cau de dades escriu a la memòria cau L2 amb el seu propi bus unidireccional de 128 bits.
La memòria cau de segon nivell té una capacitat d'1 o 2 MB i l'associativitat del conjunt depèn de la capacitat.

### Bus del sistema
El microprocessador té un bus de sistema de 128 bits que funciona a 260 MHz. El bus pot funcionar en dos modes, velocitat de dades única (SDR) o velocitat de dades dobles (DDR), donant un ample de banda màxim de 4,16 o 8,32 GB/s, respectivament.

### Física
El SPARC64 V constava de 191 milions de transistors, dels quals 19 milions estan continguts en circuits lògics. Es va fabricar en un procés de 0,13 μm, metal·lització de coure de vuit capes, procés complementari de metall-òxid-semiconductor (CMOS) silici sobre aïllant (SOI). El dau mesurava 18,14 mm per 15,99 mm per a una àrea de matriu de 290 mm2.